# Stéphane Lovey

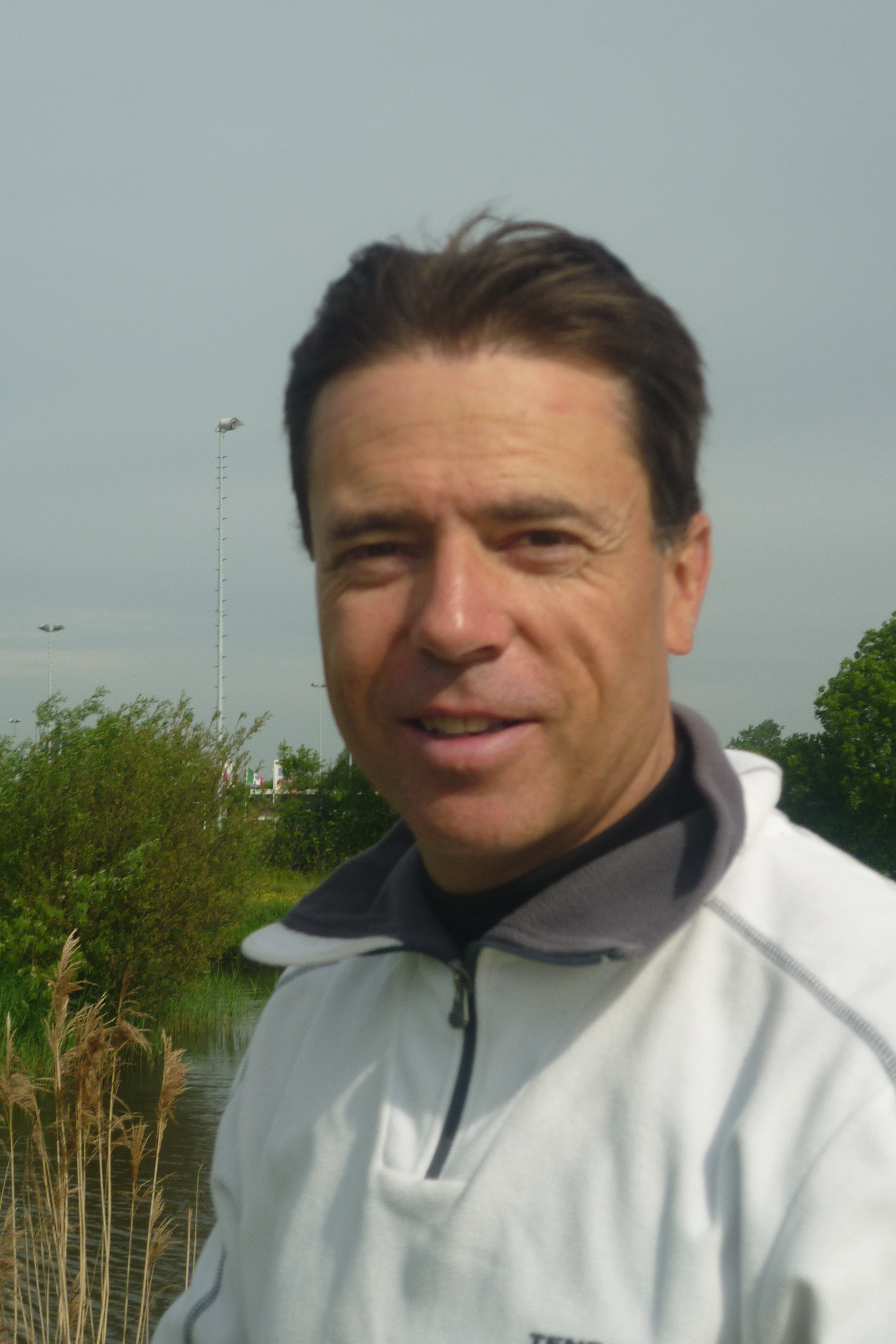
Delfland Invitational 2010

Stephane Lovey (25 september 1966 – 26 januari 2014) was een Zwitserse golfprofessional, die jarenlang in Nederland heeft gewoond.
Lovey groeide op in Nederland, zijn vader Angelin was de uitbater van het clubhuis van de Hattemse Golf & Country Club. De voormalige voorzitter van de club en van de Nederlandse Golf Federatie, Rolf Olland, speelde vroeger wel competitie met hem. Later werd Lovey lid van de Noordwijkse Golfclub. Hij speelde voor Oranje onder meer in 1991 in de Eisenhower Trophy met Niels Boysen, en eindigde daarmee op de 3de plaats. En hoewel Lovey al jarenlang in Nederland woonde, speelde hij nog regelmatig Zwitserse wedstrijden en stond hij ook op hun Order of Merit.
Sinds 2008 was hij een van de 25 Putting Zone coaches van Geoff Mangum. In 2011 werd hij voor mentale coaching opgenomen in een nieuw team van LTP, samen met Wouter de Vries en Xavier Ruiz Fonhof.
Stéphane Lovey overleed in 2014 na een lang ziekbed.

## Hoogtepunten
- 1991: Op de Noordwijkse Golfclub was hij de beste Nederlander op het KLM Open, dat door Payne Stewart gewonnen wordt. Lovey eindigde op de 40ste plaats.
- 1991: Eisenhower Trophy
- 2000: Winnaar Nationaal Open
- 2008: In Hannover eindigde hij op de 3de plaats met een score van -6. Inder van Weerelt wordt 6de met -7.